# Quintus Marcius Rex (préteur)
Pour les articles homonymes, voir Quintus Marcius Rex.
Quintus Marcius (ou Martius) Rex est un homme politique de la République romaine, préteur en 144 av. J.-C. et à l'origine de l'aqueduc de l'Aqua Marcia.

## Famille
Il est issu de la gens plébéienne des Marcii qui prétend descendre du roi Ancus Marcius, d'où leur surnom Rex (« roi » en latin).
Il est le père de Quintus Marcius Rex, consul en 118 av. J.-C. et le père ou le grand-père de Marcia, qui épouse vers 136 av. J.-C. Caius Julius Caesar, simple sénateur, et devient la belle-mère de Caius Marius en 110 av. J.-C. et, par son fils cadet, la grand-mère paternelle de Jules César.

## Biographie
Il est élu préteur urbain en 144 av. J.-C., sous le consulat de Servius Sulpicius Galba et Lucius Aurelius Cotta. On s'aperçoit que les deux aqueducs de Rome, l'aqueduc Appia et l'aqueduc Anio Vetus sont endommagés par la vétusté, et de nombreux détournements frauduleux des particuliers diminuent grandement le débit. 
Il est alors chargé par le Sénat de réparer les canaux des deux aqueducs et de mettre fin aux détournements. De plus, on lui confie la tâche de construire un nouvel aqueduc, plus grand. On lui accorde 8 400 000 sesterces pour la construction, et vu que sa préture expire avant l'achèvement des travaux, elle est prorogée d'un an.
Ses canaux, surnommés aqueduc Marcia en son honneur, fournissent le Capitole par des arcades tandis que des branches secondaires rejoignent le Cælius et l'Aventin.
En 143 av. J.-C., sous le consulat d'Appius Claudius Pulcher et Quintus Caecilius Metellus Macedonicus, des décemvirs consultent les Livres Sibyllins et trouvent que ce doit être l'Aqueduc Anio qui conduise l'eau au Capitole, et apportent leur conclusion devant le Sénat. Trois ans plus tard, en 140 av. J.-C., sous le consulat Quintus Servilius Caepio et Caius Laelius Sapiens, l'affaire est à nouveau portée devant le Sénat. Dans les deux cas, son avis prévaut, et les eaux de l'aqueduc sont conduites au Capitole.
Par méconnaissance de l'art de niveler avec précision ou par choix, on a peut-être enterré l'aqueduc car Rome devait souvent soutenir des guerres contre les Italiques.